# باول يونغ (مغني)
باول يونغ (بالإنجليزية: Paul Young)‏ هو مغني بريطاني، ولد في 17 يونيو 1947 في مانشستر الكبرى في المملكة المتحدة، وتوفي في 15 يوليو 2000 في آلترنكهام في المملكة المتحدة بسبب نوبة قلبية.

## وصلات خارجية
- الموقع الرسمي
- باول يونغ على موقع ميوزك برينز (الإنجليزية)
- باول يونغ على موقع أول ميوزيك (الإنجليزية)
- باول يونغ على موقع ديسكوغز (الإنجليزية)